# Hwang In-suk
Hwang In-suk (* 21. Dezember 1958 in Seoul) ist eine südkoreanische Lyrikerin.

## Leben
Hwang In-suk wurde 1958 in Seoul geboren und studierte Kreatives Schreiben am Seoul Institute of the Arts.
Hwang In-suk debütierte 1984 bei einem  Neujahrs-Literaturwettbewerb der Kyunghyang Ilbo, wo sie mit ihrem Gedicht Ich werde als Katze geboren (나는 고양이로 태어나리라) einen Preis gewann. Hwang interessiert sich sehr für die „streunenden Katzen“ der Gesellschaft, die einsamen und isolierten Existenzen der Stadt. In einem Interview gab sie an, dass sie gerne heimlich Wasser und Futter für streunende Katzen in ihrer Nachbarschaft aufstelle und sich daran erfreue, wenn sie kurze Zeit später die Schalen leer vorfindet.
Im engeren Kollegenkreis wird sie die „Dichterin mit den jeweils 4 Dingen, die sie hat und die sie nicht hat“ genannt. Was sie nicht hat, sind Haus, Geld, Mann und Kinder, und was sie hat, sind Poesie, Freunde, Hilfsbereitschaft und einen selbstlosen, nicht materiell eingestellten Charakter.
Elemente wie arme, einsame Existenzen und tröstende Worte für diese, ausführliche Beschreibung von Umgebungen sowie Einsamkeit sind wesentliche Inhalte von Hwang In-suks Gedichten. Sie ist der Ansicht, Einsamkeit sei eine Art Krankheit, die jeden befallen könne. Hoffnung sei dabei ein Weg der Heilung und immer irgendwie auffindbar. Hoffnung in Form einer poetischen Methode sieht die Lyrikerin in der Schönheit der Sprache.

## Arbeiten in Koreanisch
Gedichtsammlungen
- 새는 하늘을 자유롭게 풀어놓고 Vögel geben den Himmel frei (1988) ISBN 8932003483
- 슬픔이 나를 깨운다 Traurigkeit weckt mich (1990) ISBN 9788932004488
- 우리는 철새처럼 만났다 Wir trafen uns wie Zugvögel (1994) ISBN 9788932007120
- 나의 침울한 소중한 이여 Mein depressives, wertvolles Etwas (1998) ISBN 9788932010083
- 자명한 산책 Ein selbstverständlicher Spaziergang (2003) ISBN 9788932014647
- 리스본행 야간열차 Nachtzug nach Lissabon (2007) ISBN 9788932018294

Prosa
- 나는 고독하다 Ich bin einsam (1997) ISBN 8982810358
- 육체는 슬퍼라 Der Körper ist müde (2000) ISBN 8988578155
- 지붕 위의 사람들 Die Leute auf dem Dach (2002) ISBN 9788982815386
- 인숙만필 Notizen von Hwang In-suk (2003) ISBN 8989351405
- 이제 다시 그 마음들을 Nun erneut diese Herzen (2004) ISBN 8988350375
- 그 골목이 품고 있는 것들 Was es in diesen Gassen gibt (2005) ISBN 9788946415188
- 목소리의 무늬 Muster der Stimme (2006) ISBN 9788946415713
- 일일일락 하루에 한가지 즐거움 Tage der Freude (2007) ISBN 9788960900158
- 해방촌 고양이 Haebangch'on-Katze (2010) ISBN 9788994228051
- 도둑괭이 공주 Prinzessin der  streunernden Katzen (2011) ISBN 9788954614689
- 우다다 삼냥이 Udada Samnyangi (2013) ISBN 9788993824759

## Auszeichnungen
- 1999: 동서문학상 (Tongsŏ-Literaturpreis)
- 2004: 김수영문학상  (Kim-Suyŏng-Literaturpreis)